# Hysni Milloshi
Hysni Milloshi, född den 1 januari 1946, död den 25 april 2012 i Tirana i Albanien, var en albansk politiker och grundare av Albaniens kommunistiska parti. Han var partiets ledare fram till sin död 2012.
Milloshi var även författare och poet. 1982 skrev han låten "Një djep në barrikadë" som Marina Grabovari framförde i Festivali i Këngës 21. Med låten vann hon hela tävlingen. Milloshi avled till följd av lungfibros i Tirana 2012.